# Bob Paisley
Robert „Bob“ Paisley OBE (* 23. Januar 1919 in Hetton-le-Hole, County Durham; † 14. Februar 1996 in Liverpool) war ein englischer Fußballspieler und -trainer, der als Trainer mit dem FC Liverpool in den 1970er- und 1980er-Jahren große Erfolge feiern konnte.
Paisley wechselte im Mai 1939 vom FC Bishop Auckland zum FC Liverpool. Der Zweite Weltkrieg (er war in Nordafrika und Italien eingesetzt) verhinderte sein Debüt. In der ersten Nachkriegssaison (1946/47) verhalf er Liverpool zum Meistertitel. 1950 wurde er im FA-Cup-Finale gegen den FC Arsenal nicht mehr berücksichtigt, obwohl er im Halbfinale noch traf. In der folgenden Saison wurde Paisley zum Kapitän. 1954 beendete er seine Spielerkarriere und trainierte zunächst die zweite Mannschaft. 
Als Bill Shankly im Dezember 1959 Trainer bei den Reds wurde, sollte eine großartige Ära beim Merseyside-Klub beginnen. Shankly machte Paisley zu seinem Co-Trainer und seiner Rechten Hand. In ihrer fünfzehnjährigen Zusammenarbeit führte das Trainergespann Liverpool von der zweiten Liga zu insgesamt drei Meistertiteln, zwei FA Cups und einem UEFA-Pokal-Sieg.
Nachdem Bill Shankly im Juli 1974 seinen Rücktritt erklärte, übernahm Paisley den Cheftrainer-Posten. In seinen neun Jahren als Cheftrainer holte Liverpool in acht Saisons jeweils mindestens einen Titel. Nachdem er in seiner ersten Saison nur einen enttäuschenden zweiten Platz belegt hatte, holte er im Folgejahr die Meisterschaft. Dies sollte der Startschuss zu Liverpools größter Ära sein – in Paisleys neun Saisons als Cheftrainer gewann Liverpool sechs Meisterschaften, zwei Vizemeisterschaften und die ersten drei Landesmeister-Pokale. Er war bis 2014 der einzige Trainer, der diesen Titel dreimal gewinnen konnte. Dann wurde er durch Carlo Ancelotti eingeholt.

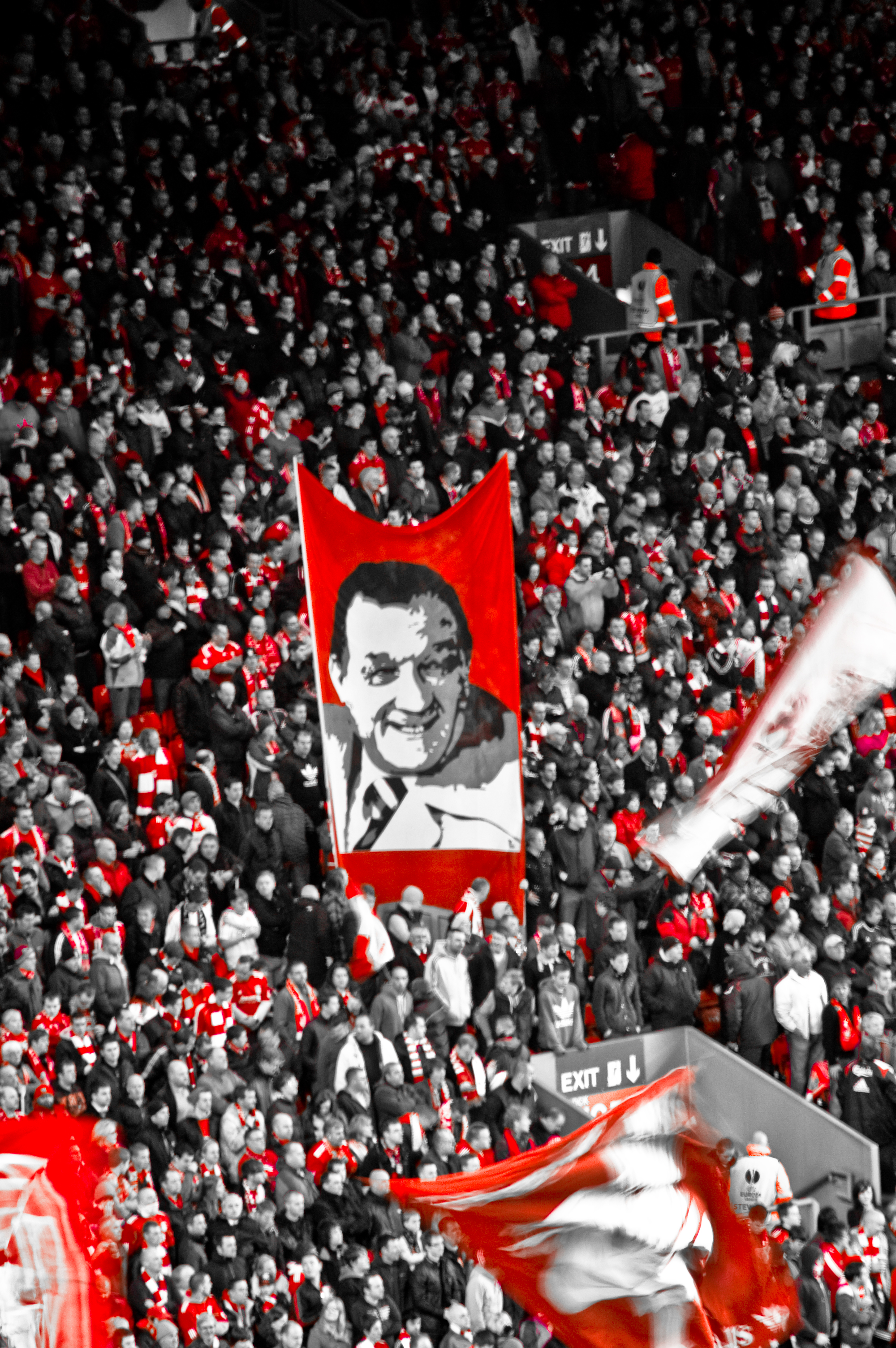
Ehrung für Bob Paisley von Fans des FC Liverpool

Paisley trat 1983 zurück und wurde durch Joe Fagan, einen weiteren ehemaligen Spieler, ersetzt. Paisley arbeitete weiterhin als Direktor für Liverpool, bis die Alzheimer-Krankheit bei ihm diagnostiziert wurde. Nach seinem Tod wurde er von dem Klub mit der Eröffnung der Paisley Gates geehrt, einem der Eingänge zu Anfield, der die bereits bestehenden Shankly Gates ergänzte.

## Erfolge

### Als Spieler
- Englischer Meister: 1947

### Als Trainer
International
- Europapokal der Landesmeister (3): 1977, 1978, 1981
- UEFA-Pokal-Sieger: 1976
- UEFA-Super-Cup-Sieger: 1977

National
- Englischer Meister (6): 1976, 1977, 1979, 1980, 1982, 1983
- League-Cup-Sieger (3): 1981, 1982, 1983
- Charity-Shield-Sieger (5): 1974, 1976, 1977 (geteilt), 1980, 1982

### Persönliche Auszeichnungen
- Paisley wurde 2002 in die English Football Hall of Fame aufgenommen und sein Einfluss auf den Fußballsport in England damit geehrt.

### Sonstiges
- Paisley gewann als erster Trainer dreimal den Europapokal der Landesmeister. Von 1981 bis 2014 war er der erfolgreichste Trainer des Wettbewerbs und von 2014 bis 2022 teilte er sich den Rekordsieg mit Carlo Ancelotti und (ab 2018) Zinédine Zidane. 2022 löste ihn Ancelotti als erfolgreichster Trainer ab.